# Swiss Indoors 2018
Swiss Indoors 2018 byl tenisový turnaj pořádaný jako součást mužského okruhu ATP World Tour, který se odehrával na krytých dvorcích s tvrdým povrchem arény St. Jakobshalle. Konal se mezi 22. až 28. říjnem 2018 ve švýcarské Basileji jako čtyřicátý devátý ročník turnaje.
Turnaj s celkovým rozpočtem 2 442 740 eur patřil do kategorie ATP World Tour 500. Nejvýše nasazeným hráčem ve dvouhře se stal třetí tenista světa Roger Federer ze Švýcarska. Jako poslední přímý účastník do hlavní singlové soutěže nastoupil argentinský 53. americký hráč žebříčku Leonardo Mayer.
Devadesátý devátý singlový titul na okruhu ATP Tour vybojoval 37letý basilejský rodák Roger Federer, jenž obhajobou na Swiss Indoors získal rekordní devátou trofej. Třetí společnou trofej ze čtyřher ATP si odvezl britsko-chorvatský pár Dominic Inglot a Franko Škugor.

## Distribuce bodů a finančních odměn

### Distribuce bodů
| Soutěž  | vítězové | finalisté | semifinalisté | čtvrtfinalisté | 16 v kole | 32 v kole | Q  | Q2 | Q1 |
| ------- | -------- | --------- | ------------- | -------------- | --------- | --------- | -- | -- | -- |
| dvouhra | 500      | 300       | 180           | 90             | 45        | 0         | 20 | 10 | 0  |
| čtyřhra | 500      | 300       | 180           | 90             | 0         | —         | —  | —  | —  |

### Finanční odměny
| Soutěž                              | vítězové | finalisté | semifinalisté | čtvrtfinalisté | 16 v kole | 32 v kole | Q2     | Q1     |
| ----------------------------------- | -------- | --------- | ------------- | -------------- | --------- | --------- | ------ | ------ |
| dvouhra                             | €427 765 | €209 715  | €105 525      | €53 665        | €27 870   | €14 700   | €3 255 | €1 660 |
| čtyřhra                             | €128 800 | €63 060   | €31 630       | €16 230        | €8 390    | —         | —      | —      |
| ve čtyřhře je částka uvedena na pár |          |           |               |                |           |           |        |        |

## Dvouhra

### Nasazení hráčů
| Země                          | Hráč                  | ATP | Nasazení |
| ----------------------------- | --------------------- | --- | -------- |
| Švýcarsko                     | Roger Federer         | 3.  | 1.       |
| Německo                       | Alexander Zverev      | 5.  | 2.       |
| Chorvatsko                    | Marin Čilić           | 6.  | 3.       |
| Řecko                         | Stefanos Tsitsipas    | 16. | 4.       |
| USA                           | Jack Sock             | 18. | 5.       |
| Itálie                        | Marco Cecchinato      | 19. | 6.       |
| Rusko                         | Daniil Medveděv       | 21. | 7.       |
| Španělsko                     | Roberto Bautista Agut | 25. | 8.       |
| Žebříček ATP k 15. říjnu 2018 |                       |     |          |

### Jiné formy účasti na turnaji
Následující hráči obdrželi divokou kartu do hlavní soutěže:
- Taylor Fritz
- Henri Laaksonen
- Jack Sock

Následující hráč obdržel do hlavní soutěže zvláštní výjimku:
- Ernests Gulbis

Následující hráči postoupili z kvalifikace:
- Marius Copil
- Taró Daniel
- Laslo Đere
- Alexei Popyrin

Následující hráč postoupil z kvalifikace jako tzv. šťastný poražený:
- Dušan Lajović

### Odhlášení
před začátkem turnaje
- Juan Martín del Potro → nahradil jej  Maximilian Marterer
- David Goffin → nahradil jej  Ryan Harrison
- Stan Wawrinka → nahradil jej  Dušan Lajović

## Čtyřhra

### Nasazení párů
| Země                                                                     | Hráč              | Země        | Hráč              | ATP | Nasazení |
| ------------------------------------------------------------------------ | ----------------- | ----------- | ----------------- | --- | -------- |
| Jižní Afrika                                                             | Raven Klaasen     | Nový Zéland | Michael Venus     | 30. | 1.       |
| Chorvatsko                                                               | Ivan Dodig        | Japonsko    | Ben McLachlan     | 43. | 2.       |
| Nizozemsko                                                               | Jean-Julien Rojer | Rumunsko    | Horia Tecău       | 52. | 3.       |
| Indie                                                                    | Rohan Bopanna     | Španělsko   | Marcel Granollers | 55. | 4.       |
| Žebříček ATP k 15. říjnu 2018; číslo je součtem umístění obou členů páru |                   |             |                   |     |          |

### Jiné formy účasti
Následující páry obdržely divokou kartu do hlavní soutěže:
- Marc-Andrea Hüsler /  Sem Verbeek
- Henri Laaksonen /  Luca Margaroli

Následující pár postoupil z kvalifikace:
- Guillermo García-López /  David Marrero

## Přehled finále

### Mužská dvouhra
- Roger Federer vs.  Marius Copil, 7–6(7–5), 6–4

### Mužská čtyřhra
- Dominic Inglot /  Franko Škugor vs.   Alexander Zverev /  Mischa Zverev, 6–2, 7–5